# Villamontes
Villamontes (auch: Villa Montes) ist eine Mittelstadt im Departamento Tarija im äußersten Süden Boliviens.

## Lage im Nahraum
Villamontes ist zentraler Ort des Municipios Villamontes in der Provinz Gran Chaco. Die Stadt liegt auf einer Höhe von 388 m über dem Meeresspiegel am linken Ufer des Río Pilcomayo, dort wo der Fluss den Höhenzug der Serranía Aguaragüe durchbricht und in südöstlicher Richtung in das Chaco-Vorland fließt. Die Stadt wird vom Río Caiguami durchflossen, der am südlichen Stadtrand in den Río Pilcomayo mündet.

## Geographie
Westlich der Stadt erstreckt sich die nord-südlich verlaufende Voranden-Kette der Serranía Aguaragüe, die sieben Kilometer westlich von Villamontes eine Höhe von fast 1400 m erreicht.
Villamontes liegt in den wechselfeuchten Tropen und weist eine deutliche Trockenzeit in den Monaten Juni bis September auf (siehe Klimadiagramm Villamontes), das Klima ist semihumid.
Gemäß der Klimaklassifikation von Köppen-Geiger ist das Klima von Villamontes feucht-subtropisch (Cwa-Klima).

## Geschichte
Villamontes entstand zu Beginn des 20. Jahrhunderts aus den Missionsstationen San Antonio und San Fernando. Es war während des Chacokrieges zwischen Bolivien und Paraguay (1932–1935) Sitz des Hauptquartiers des bolivianischen Heeres. Während der letzten Phase des Krieges verlief hier die Hauptachse der Verteidigung durch den von General Bernardino Bilbao Rioja kommandierten Gegenangriff.
Villamontes wurde auch durch die sogenannte „Corralito de Villamontes“ (1934) bekannt, als der Präsident der Republik, Daniel Salamanca Urey, während eines Besuchs in der Stadt durch Heereseinheiten festgesetzt und am 28. November 1934 in einem Staatsstreich durch den Vizepräsidenten José Luis Tejada Sorzano ersetzt wurde.

## Bevölkerung
Die Einwohnerzahl der Stadt ist in den vergangenen dreieinhalb Jahrzehnten auf ein Mehrfaches angestiegen:
| Jahr | Einwohner | Quelle       |
| ---- | --------- | ------------ |
| 1976 | 6.629     | Volkszählung |
| 1992 | 11.086    | Volkszählung |
| 2001 | 16.113    | Volkszählung |
| 2012 | 30.228    | Volkszählung |
| 2024 |           | Volkszählung |

Ursache dieses explosiven Bevölkerungswachstums ist die Erschließung von Erdöl- und Erdgasfeldern, die seit Beginn der 1990er-Jahre begonnen hat.

## Verkehrsnetz
Villamontes liegt in einer Entfernung von 251 Straßenkilometern östlich von Tarija, der Hauptstadt des Departamentos.
Um von Tarija nach Villamontes zu gelangen, folgt man zuerst der Nationalstraße Ruta 1, die von Tarija aus in südöstlicher Richtung führt. Nach acht Kilometern zweigt nach Osten hin die Nationalstraße Ruta 11 ab, die über Junacas Sur, Entre Ríos und Palos Blancos die Stadt Villamontes nach 243 Kilometern erreicht. Die Ruta 11 führt dann weiter nach Osten über Ibibobo nach Cañada Oruro, der Grenzstation an der Grenze zu Paraguay.
In Nord-Süd-Richtung ist Villamontes über die Nationalstraße Ruta 9 mit dem gesamten bolivianischen Tiefland verbunden, denn diese Magistrale durchquert das Tiefland von Yacuiba an der argentinischen Grenze im Süden über Santa Cruz und Trinidad bis hin nach Guayaramerín an der brasilianischen Grenze ganz im Norden.